# Nguyễn Ngọc Thiện (chính khách)
Nguyễn Ngọc Thiện (sinh ngày 27 tháng 3 năm 1959) là một chính khách Việt Nam. Ông nguyên là Ủy viên Ban chấp hành Trung ương Đảng khóa XII, Bộ trưởng Bộ Văn hóa, Thể thao và Du lịch, Đại biểu Quốc hội Việt Nam khóa 14 nhiệm kì 2016-2021 thuộc đoàn đại biểu tỉnh Thừa Thiên Huế.

## Xuất thân
Ông quê quán ở xã Phong Bình, huyện Phong Điền, tỉnh Thừa Thiên Huế. Ông hiện cư trú ở  phường Yên Hòa, quận Cầu Giấy, thành phố Hà Nội.

## Giáo dục
- Giáo dục phổ thông: 10/10[3]
- Đại học chuyên ngành Kinh tế[3]
- Tiến sĩ Kinh tế chính trị[3][4]
- Cử nhân lý luận chính trị[3]

## Sự nghiệp
- Ngày vào Đảng: 02/6/1985 
Ngày chính thức: 02/12/1986
- Ủy viên Trung ương Đảng khóa XI, XII
- Đại biểu Quốc hội khóa XII, XIII
11/1990 - 5/1996: Chuyên viên, Phó Chánh Văn phòng Tỉnh uỷ Thừa Thiên Huế.
5/1996 - 10/1998: Tỉnh ủy viên, Chánh Văn phòng Tỉnh uỷ Thừa Thiên Huế.
10/1998 - 3/2003: Tỉnh uỷ viên, Giám đốc Sở Kế hoạch và Đầu tư tỉnh Thừa Thiên Huế.
3/2003 - 01/2008: Thường vụ Tỉnh uỷ, Phó Chủ tịch UBND tỉnh, Trưởng đoàn đại biểu Quốc hội khóa XII tỉnh Thừa Thiên Huế.
01/2008 - 4/2010: Phó Bí thư Tỉnh ủy, Chủ tịch UBND tỉnh, Trưởng Đoàn đại biểu Quốc hội tỉnh Thừa Thiên Huế.
4/2010 - 9/2010: Phó Bí thư Thường trực Tỉnh ủy, Chủ tịch HĐND tỉnh, Trưởng Đoàn đại biểu Quốc hội tỉnh Thừa Thiên Huế.
9/2010 - 10/2014: Bí thư Tỉnh uỷ, Chủ tịch HĐND tỉnh Thừa Thiên Huế. Tại Đại hội đại biểu toàn quốc lần thứ XI của Đảng được bầu vào Ban Chấp hành Trung ương Đảng; Trưởng Đoàn đại biểu Quốc hội khoá XIII tỉnh Thừa Thiên Huế.
10/2014 - 9/2015: Ủy viên Trung ương Đảng, Bí thư Tỉnh ủy; Trưởng Đoàn đại biểu Quốc hội khóa XIII tỉnh Thừa Thiên Huế.
9/2015 – 4/2016: Ủy viên Trung ương Đảng, Ủy viên Ban Cán sự Đảng, Thứ trưởng Bộ Văn hóa, Thể thao và Du lịch. Trưởng Đoàn đại biểu Quốc hội khóa XIII tỉnh Thừa Thiên Huế.
Ngày 26 tháng 1 năm 2016, tại Đại hội đại biểu toàn quốc lần thứ 12 của Đảng Cộng sản Việt Nam, ông được bầu làm ủy viên Ban Chấp hành Trung ương Đảng Cộng sản Việt Nam khóa 12 nhiệm kì 2016-2021.
Ngày 9 tháng 4 năm 2016: Tại kỳ họp thứ 11, Quốc hội khóa XIII, được Quốc hội phê chuẩn, Chủ tịch nước bổ nhiệm giữ chức Bộ trưởng Bộ Văn hóa, Thể thao và Du lịch.
Ngày 22 tháng 5 năm 2016, ông được bầu làm đại biểu quốc hội Việt Nam khóa XIV nhiệm kì 2016-2021, thuộc đoàn đại biểu quốc hội tỉnh Thừa Thiên Huế.
Ngày 27 tháng 7 năm 2016: Tại kỳ họp thứ 1, Quốc hội khóa XIV, được Quốc hội phê chuẩn, Chủ tịch nước bổ nhiệm giữ chức Bộ trưởng Bộ Văn hóa, Thể thao và Du lịch.
Ngày 07 tháng 4 năm 2021, Tại kỳ họp thứ 11, Quốc hội khóa XIV, được Quốc hội phê chuẩn, Chủ tịch nước miễn nhiệm chức danh Bộ trưởng Bộ Văn hóa, Thể thao và Du lịch nhiệm kỳ (2016 – 2021) theo đề nghị của Thủ tướng Phạm Minh Chính.